# Стив Кларк
Стивън Мейнард Кларк (на английски: Stephen Maynard Clark), известен като Стив Кларк (Steve Clark, 23 април 1960 — 8 януари 1991) е английски музикант, китарист в британската хардрок група Деф Лепард от 1978 г. до 1991 г., когато умира след инцидент със свръхдоза наркотици.